# Heinrich Karl Brugsch

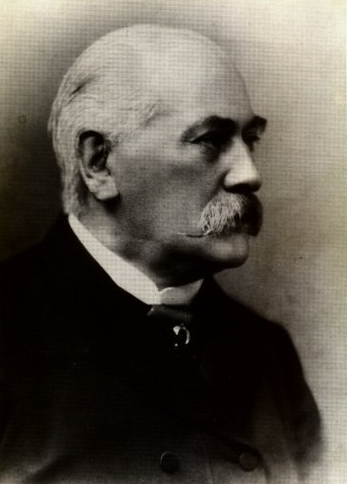
Heinrich Karl Brugsch.

Heinrich Karl Brugsch, född 18 februari 1827, död 9 september 1894, var en tysk egyptolog.
Han blev professor i Göttingen 1868, 1873 var Brugsch egyptisk generalkommissarie vid världsutställningen i Wien. År 1881 utmärktes han med paschatitel. Brugsch åtföljde 1883 prins Fredrik Karl av Preussen på en resa till Egypten och Syrien och besökte 1891 på uppdrag av preussiska regeringen åter Egypten. År 1892 bereste han libyska öknen. Han grundlade studiet av den demotiska litteraturen, som i språk och skrift representerar den sista förkristliga utvecklingen av den fornegyptiska. Brugsch grundade 1863 Zeitschrift für ägyptische Sprache und Altertumskunde.